# Jacy Jayne
Taylor Grado (Tampa, 2 giugno 1996) è una wrestler statunitense sotto contratto con la WWE.
In carriera ha detenuto una volta l'NXT Women's Championship e una volta l'NXT Women's Tag Team Championship.

## Carriera

### Circuito indipendente (2018–2020)
Sotto il ring name Avery Taylor, la Grado debuttò nel mondo del wrestling il 30 maggio 2018 nell'American Combat Wrestling, stabilendosi poi il Florida dove lottò in diverse federazioni indipendenti come la Evolve e la Shine Wrestling.

### WWE (2021–presente)

#### NXT(2021–presente)
La Grado fece il suo debutto in WWE nella puntata di NXT del 23 settembre 2020 partecipando ad Battle Royal venendo eliminata da Candice LeRae. Il 24 febbraio 2021, poi, la Grado firmò ufficialmente con la WWE. Debuttò poi con il ring name Jacy Jayne venendo sconfitta da Franky Monet nella puntata del 20 luglio. In seguito, si unì subito alla Toxic Attraction, la stable formata da Mandy Rose con Gigi Dolin. Nella puntata di NXT 2.0 del 28 settembre la Jayne e la Dolin affrontarono Io Shirai e Zoey Stark per l'NXT Women's Tag Team Championship ma vennero sconfitte. Nella puntata speciale NXT Halloween Havoc del 26 ottobre la Jayne e la Dolin vinsero poi i titoli femminili di coppia in un Scareway to Hell Ladder match che comprendeva anche le campionesse Io Shirai e Zoey Stark e Indi Hartwell e Persia Pirotta. Il 5 dicembre, a NXT WarGames, le Toxic Attraction e Dakota Kai vennero sconfitte da Cora Jade, Io Shirai, Kay Lee Ray e Raquel Gonzalez in un WarGames match. Il 15 febbraio, nella puntata speciale NXT Vengeance Day, Gigi e Jacy mantennero le cinture contro Indi Hartwell e Persia Pirotta. Il 2 aprile 2022, nel Kick-off di Stand & Deliver, Dolin e Jayne persero le cinture contro Dakota Kai e Raquel González, ma le hanno riconquistate solo tre giorni più tardi nella puntata settimanale di NXT. In seguito, il 2 agosto ad NXT 2.0, le due presero le cinture contro Katana Chance e Kayden Carter. Il 19 agosto, a SmackDown, Gigi e Jacy fecero la loro prima apparizione nel roster principale sconfiggendo Natalya e Sonya Deville e avanzando nel torneo per il vacante Women's Tag Team Championship.

## Personaggio

### Mosse finali
- Discus Big Boot

### Soprannomi
- "Lady of Rock & Rumble"

## Titoli e riconoscimenti
- American Combat Wrestling
  - ACW Women's Championship (2)
- Pro Wrestling Illustrated
  - 89ª tra le 100 migliori wrestler femminili nella PWI Women's 100 (2019)[4]
- World Xtreme Wrestling
  - WXW Women's Championship (1)
- WWE
  - NXT Women's Tag Team Championship (2)[5] – con Gigi Dolin
  - NXT Women's Championship (1)[6]